# Lukas Grgic
Lukas Grgic (* 17. August 1995 in Wels) ist ein österreichischer Fußballspieler, der vorwiegend als defensiver Mittelfeldspieler zum Einsatz kommt.

## Karriere

### Verein
Grgic begann seine Vereinskarriere im September 2002 beim FC Wels. Nachdem er jahrelang in dessen Nachwuchs aktiv war und sämtliche Jugendspielklassen durchlaufen hatte, schaffte er gegen Ende der Saison 2010/11 den Sprung in die Erwachsenenabteilung und debütierte für die zweite Kampfmannschaft. Am 5. Juni 2011 kam er in der 24. von 26 Meisterschaftsrunden zu seinem Pflichtspieldebüt im Herrenfußball, als er bei einem 6:1-Auswärtssieg über den ASKÖ SC Kirchberg-Thening von Beginn an am Spielfeld war, in der 36. Minute mit einer Gelben Karte verwarnt und in der 78. Spielminute für Stefan Auerböck ausgewechselt wurde. In den beiden letzten Saisonspielen 2010/11 kam er jeweils über die volle Spieldauer zum Einsatz und beendete die Saison mit der Mannschaft auf dem fünften Tabellenplatz der siebentklassigen oberösterreichischen 1. Klasse Mitte. Nachdem er in der darauffolgenden Spielzeit 2011/12 vorwiegend in der zweiten Kampfmannschaft zum Einsatz gekommen war, gab er am 25. April 2012 sein Debüt in der ersten Mannschaft mit Spielbetrieb in der drittklassigen Regionalliga Mitte. Dabei wurde er beim 3:2-Auswärtssieg über den SK Austria Klagenfurt kurz vor Spielende in der 92. Minute für Michael Lebersorg eingewechselt. Davor wie danach stand er in keinem weiteren Regionalligaspiel mehr dem Kader zur Verfügung und spielte bis zum Saisonende in der Siebentklassigkeit. In dieser brachte er es zu Einsätzen in 23 der 26 Meisterschaftsspiele, wobei er zwei Treffer beisteuerte. Im Endklassement der siebentklassigen oberösterreichischen 1. Klasse Mittewest rangierte er mit der Mannschaft auf dem dritten Tabellenplatz und hatte dabei lediglich drei Punkte Rückstand auf den Meister ASKÖ Vorchdorf und zwei Punkte Rückstand auf den Zweitplatzierten, die Union Allhaming. Sein erster Pflichtspieltreffer im Herrenfußball gelang ihm dabei am 24. März 2012 bei einem 5:0-Heimsieg über die Union Rohr.
In der Sommerpause vor der Saison 2012/13 wechselte er leihweise innerhalb der Stadt Wels zum hier ebenfalls aktiven WSC Hertha Wels. Beim ehemaligen Profiverein kam Grigic von Beginn an als Stammkraft in der ersten Mannschaft in der fünftklassigen Landesliga West zum Einsatz. Obgleich seiner 22 von 26 möglich gewesenen Ligaeinsätze, wobei er einen Treffer erzielte, schaffte er mit der Mannschaft nicht den Klassenerhalt und stieg als Letztplatzierter in die Bezirksliga Süd, die sechsthöchste Spielklasse, ab, wo diese nach nur einer Saison den Wiederaufstieg – jedoch ohne Grgic, der wieder zu seinem Stammverein zurückgewechselt war – schaffte. Seine Rückkehr zum Stammverein war jedoch nicht von langer Dauer, da zu diesem Zeitpunkt bereits ein neuerlicher Wechsel fixiert war. Diesmal ging es zum SV Wallern in die drittklassige Regionalliga Mitte, wo er auf Anhieb zum Stammspieler avancierte. Beim Klub aus der oberösterreichischen Marktgemeinde Wallern an der Trattnach brachte es der zumeist als defensive Mittelfeldspieler eingesetzte Linksfuß zu 28 Ligaeinsätzen. Lediglich in zwei der 30 Meisterschaftsspiele gehörte er aufgrund von zwei Gelbsperren nicht dem Regionalligaaufgebot an; insgesamt erhielt er in dieser Spielzeit 2013/14, die er mit dem Team auf dem vierten Tabellenplatz abschloss, elf gelbe Karten und erzielte zudem ein Tor für seine Mannschaft. Mit seinen elf Gelben zählte er zu den am Öftesten verwarnten Spielern der gesamten Liga in dieser Saison. Nach dem Jahr in Wallern folgte bereits der nächste Wechsel innerhalb Oberösterreichs.
Diesmal wechselte er zum Aufsteiger in den Profifußball, LASK. Bei den Linzern saß er vor allem zu Beginn der Spielzeit 2014/15 des Öfteren uneingesetzt auf der Ersatzbank, kam aber zumeist in der zweiten Kampfmannschaft in der Regionalliga Mitte zum Einsatz. Bis zum Ende der Saison hatte er es auf 19 Ligaeinsätze für die SPG FC Pasching/LASK Juniors gebracht, wobei er zwei Tore beisteuerte. Für die Profis kam er erst am 15. Spieltag zu seinem Pflichtspieldebüt. Beim 2:0-Heimsieg über den SV Horn am 21. Oktober 2014 wurde Grgic vom Trainer der tabellenführenden Linzer, Karl Daxbacher, in der 88. Minute für Peter Michorl ins Spiel gebracht. Im weiteren Saisonverlauf wurde er einmal über die volle Spieldauer und zweimal für eine Halbzeit eingesetzt und saß zudem noch einige weitere Male uneingesetzt auf der Ersatzbank des Zweitligisten. Während er mit den Profis im Endklassement den zweiten Tabellenplatz belegte, erreichte er mit den Amateuren Rang neun. Die nachfolgende Saison 2015/16 verlief für Grgic annähernd wie die vorangegangene. Hauptsächlich brachte er es zu Einsätzen für die Amateure, wobei er zumeist auf seiner angestammten Position im defensiven Mittelfeld agierte, des Öfteren aber auch auf Verteidigerpositionen eingesetzt wurde. Nachdem er im September 2015 verletzungsbedingt für wenige Runden ausgefallen war, saß er am 16. Oktober 2015 erstmals seit der Saison 2014/15 wieder auf der Ersatzbank der Profis. Nach einem weiteren Spiel auf der Ersatzbank fand er Anfang November 2015 zu seinen ersten Kurzeinsätzen für die Profimannschaft in der österreichischen Zweitklassigkeit. Gleich nach der Winterpause hatte er Ende Februar 2016 seinen ersten längeren Einsatz, als er 85. Minuten durchspielte. Danach saß er bis Anfang April 2016 einige Male auf der Ersatzbank und brachte es bis dahin auch auf zwei weitere Ligaeinsätze, dabei ein Kurzeinsatz sowie ein Einsatz über die vollen 90 Minuten als Innenverteidiger bei einem 2:1-Heimsieg über Austria Salzburg. Nachdem er danach wieder vorwiegend bei den Amateuren zugegen war, kam er noch in der letzten Meisterschaftsrunde zu einem weiteren Einsatz über eine Spielhälfte. Bis zum Saisonende hatte er es auf sieben – für ihn persönlich torlose – Meisterschaftseinsätze in der Ersten Liga gebracht und schloss die Saison mit den Linzern auf dem zweiten Tabellenplatz hinter dem SKN St. Pölten ab. Für die SPG FC Pasching/LASK Juniors reichte es im Endklassement der teils recht dicht gestaffelten Regionalliga Mitte für einen fünften Platz.
Nachdem Grgic in der Spielzeit 2016/17 zunächst in einer Regionalligapartie und zehn Zweitligaspielen zum Einsatz gekommen war, in denen er drei Tore erzielt hatte, zog er sich im Oktober 2016 eine Gehirnerschütterung zu und fiel deshalb eine Woche aus. Bereits im Spiel gegen die WSG Wattens am 15. Spieltag stand Grgic wieder im Kader der Profis. Sein erstes Spiel nach der Verletzungspause absolvierte er schließlich im November 2016 gegen den Floridsdorfer AC, gegen den er in der Nachspielzeit für Thomas Mayer ins Spiel gebracht wurde.
Mit dem LASK stieg er 2017 in die Bundesliga auf.
Im August 2017 wurde Grgic an den Zweitligisten SV Ried verliehen. Nach dem Ende der Leihe wurde er fest verpflichtet. Zur Saison 2019/20 wechselte er zum Bundesligisten WSG Tirol. Für die Tiroler absolvierte er 19 Bundesligaspiele. Zu Saisonende stieg er mit dem Verein allerdings aus der höchsten Spielklasse ab.
Daraufhin wechselte er zur Saison 2020/21 zurück zum LASK, bei dem er einen bis Juni 2022 laufenden Vertrag erhielt. Nach seiner Rückkehr absolvierte er für die Oberösterreicher insgesamt 28 Partien in der höchsten Spielklasse. Im Jänner 2022 wechselte Grgic nach Kroatien und unterschrieb bei Hajduk Split bis Juni 2026. Für Hajduk kam er insgesamt in eineinhalb Jahren zu 38 Einsätzen in der 1. HNL.
Im August 2023 kehrte Grgic wieder nach Österreich zurück und wechselte zum SK Rapid Wien, bei dem er einen bis 2026 laufenden Vertrag erhielt.

### Nationalmannschaft
Im Jahre 2015 wurde Grgic erstmals in die österreichische U-20-Nationalmannschaft einberufen. Hierbei wurde er für den verletzten Thomas Gösweiner in den Kader, der sich bereits bei der U-20-WM 2015 in Neuseeland befand, nachnominiert.